# Johann Tobias Krebs
Johann Tobias Krebs (Heichelheim, perto de Weimar, 7 de julho de 1690 – Buttstädt, 11 de fevereiro de 1762) foi um organista alemão e compositor. Era pai do também compositor Johann Ludwig Krebs.
Johann Tobias foi aluno de Johann Gottfried Walther e de Johann Sebastian Bach e trabalhou como organista em Buttelstedt. Acredita-se que tenha composto Oito Pequenos Prelúdios e Fugas, que para alguns especialistas, é obra de Bach.